# Picoides pubescens
Picoides pubescens là một loài chim trong họ Picidae.